# Konrad Lakowitz
Konrad Waldemar Lakowitz, auch Conrad (* 22. Juni 1859 in Danzig, Provinz Preußen; † 20. August 1945 in Berlin) war ein deutscher Lehrer, Botaniker und Mykologe. Sein offizielles botanisches Autorenkürzel lautet „Lakow.“

## Leben
Lakowitz' Eltern waren der Kaufmann Adolf Lakowitz und seine Frau Mathilde, geb. Bürger. Er studierte ab 1877 Naturwissenschaften, Mathematik und Geographie in Breslau, um Lehrer zu werden. Er war Assistent von Göppert am Botanischen Garten und wurde 1881 in Botanik promoviert. Nach dem Staatsexamen als Lehrer 1883 und eine Probezeit in Breslau war er ab 1886 Lehrer am Königlichen Gymnasium in Danzig, ab 1907 mit dem Professorentitel.
Lakowitz befasste sich vor allem mit Algen und Pilzen, nebenbei auch mit Leuchtmoosen. Er leitete 25 Jahre den Westpreußischen Botanisch-Zoologischen Verein (als Nachfolger von Hugo Erich Meyer von Klinggräff), bei dem zu seinem 70. Geburtstag 1929 eine Festschrift für ihn erschien.
1918 wurde er Mitglied der Leopoldina.
Lakowitz war verheiratet mit Jenny, geb. Off. Das Ehepaar hatte zwei Töchter: Margarete, geb. 1890 und Else, geb. 1893.